# 1376 Michelle
1376 Michelle је астероид главног астероидног појаса чија средња удаљеност од Сунца износи 2,228 астрономских јединица (АЈ).
Апсолутна магнитуда астероида је 12,2 а геометријски албедо 0,040.